# Alireza Abbasfard
Alireza Abbasfard (in persiano: علیرضا عباس فرد; Teheran, 20 ottobre 1981) è un ex calciatore iraniano, di ruolo centrocampista.

## Carriera
Fra il 2001 ed il 2006 ha giocato prima nel Bargh Shiraz e poi nel Saipa FC, totalizzando 23 reti nella massima categoria iraniana. Nel 2008 è stato ingaggiato dall'Esteghlal Tehran.

## Palmarès

### Club

#### Competizioni nazionali
- Campionato iraniano: 1

Esteghlal: 2008-2009